# Stanotte sentirai una canzone
Stanotte sentirai una canzone è un brano musicale composto da Tato Queirolo (testo) e Franco Bracardi (musica), presentato al Festival di Sanremo 1968 nell'interpretazione in abbinamento di Annarita Spinaci e Yōko Kishi.

## Il brano
Il brano arrivò al dodicesimo posto, ovvero il terzultimo tra i finalisti della manifestazione.
Era la seconda volta che un cantante nipponico partecipava alla gara sanremese, dopo il precedente di Yukari Itō tre anni prima.

## Cover
Dopo il Festival vennero incise su 45 giri alcune cover, in particolare un vinile prodotto dalla casa discografica Lord Records e contenente come lato B La tramontana, anch'esso partecipante a quell'edizione della gara. Il disco di Anna Identici aveva invece come seconda facciata Se tu fossi innamorato.
Incisero una loro versione di Stanotte sentirai una canzone, fra gli altri, anche Betty Curtis, Ernie Djohan ed Isabella Iannetti.
Raoul Casadei utilizzò l’intro di Stanotte sentirai una canzone per Poeta.
Da non dimenticare la versione francese (in italiano e in francese) cantata da Mireille Mathieu col titolo "Una canzone".